# New London (Connecticut)
New London è una città di 27.620 abitanti degli Stati Uniti d'America, situata nella Contea di New London nello Stato del Connecticut. È sede di diverse istituzioni scolastiche e notevole porto. È posta alla foce del Thames nel Long Island Sound. Forma con Norwich un'unica conurbazione.

## Storia

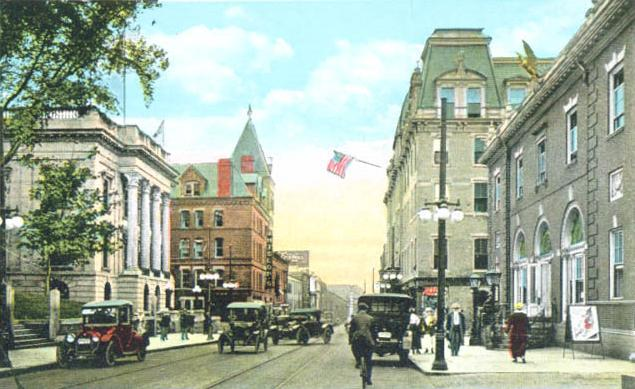
Una veduta di State Street negli anni '20.

La città, fondata da John Winthrop il Giovane nel 1646, venne inizialmente chiamata dai suoi abitanti Nameaug, ma nel 1658 assunse il nome attuale, anche se in un primo momento era stata proposta la denominazione Faire Harbour. Dotata di un importante porto naturale, New London divenne una fondamentale base rivoluzionaria durante la Guerra d'indipendenza americana.
Venne bombardata dal traditore Benedict Arnold, che tentava di distruggere la flotta corsara che operava agli ordini degli insorti e di ritardare la marcia di Washington su Yorktown. Venne inoltre attaccato il Forte Griswold con diverse perdite da ambo le parti. Nel gennaio del 1784 divenne assieme a New Haven città dal Assemblea Indipendente del Connecticut. Nel secolo seguente New London divenne il secondo porto baleniero dopo New Bedford, la città venne inoltre collegata a New Haven e a Springfield mediante ferrovie.

## Geografia fisica
La superficie della città è una delle più ridotte del Connecticut, misura infatti 27.9 km², di cui 14,30 km² di terra. In origine la città possedeva un territorio più vasto, ma poco alla volta le comunità extraurbane si staccarono autogovernadosi. Esse sono: Groton, Ledyard, East Lyme, Montville e Waterford.

## Infrastrutture e trasporti
La città è servita dal servizio ferroviario suburbano Shore Line East.